# Service ferroviaire métropolitain de Naples
Le service ferroviaire métropolitain de Naples (en italien Servizio ferroviario metropolitano di Napoli) est le réseau de trains de banlieue de la ville de Naples, en Italie. Il se compose de neuf lignes de chemin de fer suburbain (ligne Cumana ; ligne Circumflegrea ; ligne Metrocampania Nordest, aussi appelée ligne Arcobaleno ; et les six lignes du réseau Circumvesuviana) exploitées depuis 2013 par la société EAV (Ente Autonomo Volturno) et une ligne de réseau urbain intergares des chemins de fer nationaux (ligne 2), exploitée par Trenitalia.
D'après le Piano Comunale dei Trasporti signé en 1997, les trajets urbains (limités donc à la commune de Naples) des chemins de fer Circumvesuviana et Circumflegrea auraient dû se nommer respectivement ligne 3, ligne 4 et ligne 5, suivant le modèle des lignes du métro de Naples (ligne 1 et ligne 6), mais le projet n'ayant pas abouti, cette numération n'est jamais entrée en vigueur. Seule la ligne 2, désignant le trajet urbain intergares du réseau des chemins de fer nationaux de Trenitalia entre Pozzuoli et San Giovanni-Barra a gardé la dénomination qui lui avait été assignée,

## Aperçu général

### Réseau deTrenitalia
| Ligne   | Ouverture | Longueur | Stations |
| ------- | --------- | -------- | -------- |
| Ligne 2 | 1925      | 15 km    | 12       |

### Réseau d'Ente Autonomo Volturno
| Ligne                      | Ouverture | Longueur | Stations |
| -------------------------- | --------- | -------- | -------- |
| Circumvesuviana (6 lignes) | 1891      | 142 km   | 96       |
| Circumflegrea              | 1962      | 27 km    | 15       |
| Cumana                     | 1962      | 20 km    | 16       |

#### Lignes
- Phlégréennes
  - ligne 3: Naples–Montesanto//Mostra (en construction)
  - ligne 4/Cumana: Naples–Montesanto//Torregaveta (it)

- - ligne 5/Circumflegrea : Naples–Montesanto (it) /Licola (it) / Torregaveta

- - ligne 7 : Soccavo - Monte Sant'Angelo (en travaux)

- Vésuviennes
  - ligne 8 : Porta Nolana - Afragola (en construction)
  - ligne 9 : Porta Nolana - Nola - Baiano (it)

- - ligne 12 :Naples–Ottaviano–Sarno

- - ligne 13: Naples-Sorrente

- - ligne 14: Naples-Pompéi-Poggiomarino

- Régionales
  - ligne 15: Naples-Cancello-Bénévent

- - ligne 16: Naples-Santa Maria Capua Vetere - Piedimonte Matese